# František Eduard Sandtner

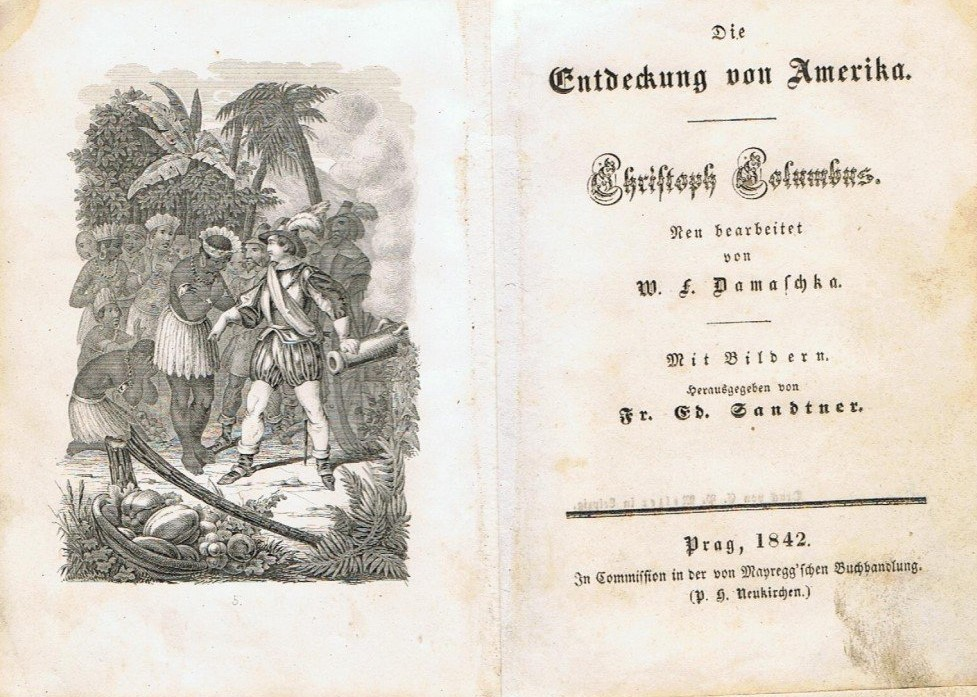
W. L. Damaschka: Objevení Ameriky (tisk Franz Sandtner, 1842)

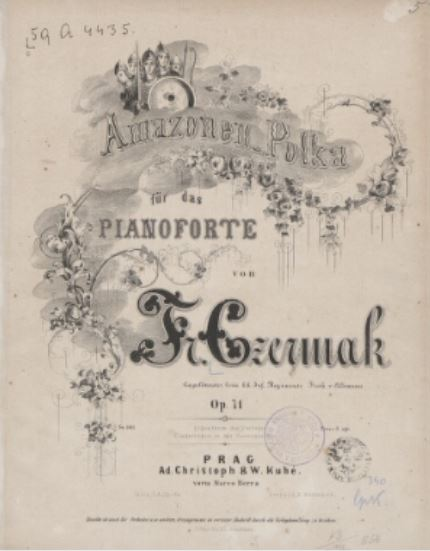
František Čermák: Amazonen-Polka (tisk F. E. Sandtner 1858, titulní strana)

František Eduard Sandtner, též Franz Euard (21. března 1804 Vysoká – 27. června 1870 Praha) byl litograf a nakladatel, působící v Praze.

## Život
Narodil se v rodině lesníka ve Vysoké u Plzně Johanna Sandlera a jeho manželky Terezie, rozené Güntlerové.
Vyučil se u litografa Karla Henniga, kde později dohlížel na provoz. V roce 1835 získal licenci na zřízení litografické díly i přesto, že nebyl vlastníkem pražské nemovitosti. Měl však kapitál a výhodně se oženil.
Svou dílnu zřídil na Koňském trhu, později ji přestěhoval na Staré Město.

### Rodinný život
František Eduard Sandtner byl dvakrát ženat. První manželka se jmenovala Eleonora (1809–26. ledna 1846). Dne 2. dubna 1845 se jako vdovec podruhé oženil s pětatřicetiletou Annou, rozenou Schwarzbachovou. Úřední dokumenty uvádějí potomky z prvního manželství – syna Karla (1831–1849) a dcery Henriettu (*1839) a Barboru (*1845) a dále syna Eduarda (*7. 9. 1840). Eduard Sandtner byl ale podle matričního záznamu legitimizovaný syn Jana Sandtnera (1818–1864), bratra Františka Eduarda.

## Dílo

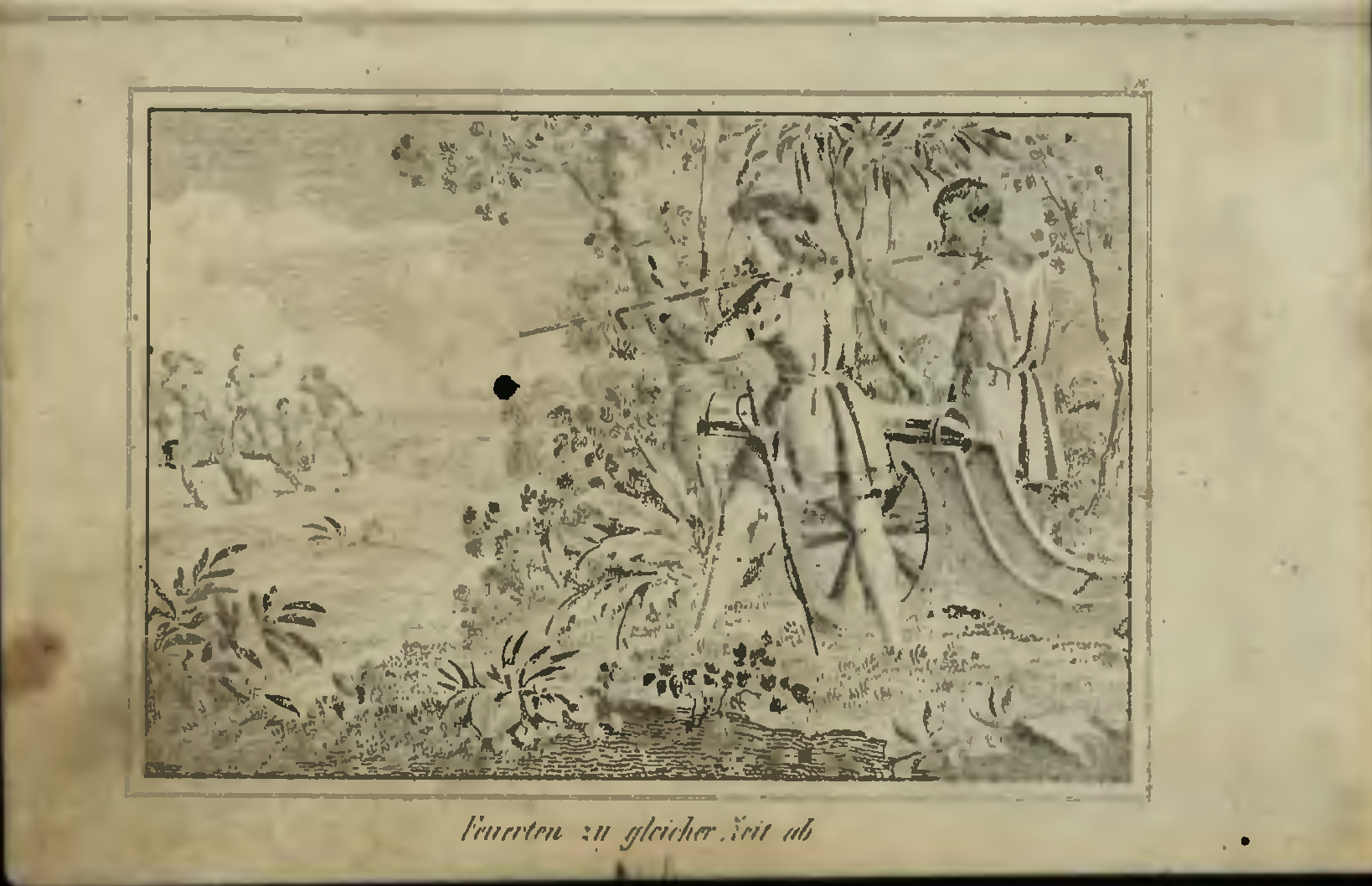
Daniel Defoe: Robinson Crusoe, ilustrace (vydal F. E. Sandtner, Praha, 1839)

František Eduard Sandtner tiskl ve své litografické dílně především hudbniny, mapy a plány. Pro školy vydával školní pomůcky a nástěnná tabla, ze Sandtnerovy dílny vyšly i slabikáře s ilustracemi a učebnice.
 Též vydával předlohy pro krasopis.
Knihy, které vydával, byly zajímavé péčí o vzhled včetně ilustrací, např.
- Daniel Defoe: Leben und Abenteuer Robinson Crusoe's (Život a dobrodružství Robinsona Crusoe, se stovkou litografií, 1839)[7]
- E. Delhinor: Fr. Ed. Sandtner's die Entdeckung von Amerika, Christoph Kolumbus (Objevení Ameriky, Kryštof Kolumbus, 1843)
- E. Delhinor: Ferdinand Cortez oder Die Eroberung von Mexiko (Ferdinand Cortez aneb Dobytí Mexika, 1843)[8]

## Zajímavost
Sandtner byl jedním z prvních v Praze, kdo začal v polovině 40. let 19. století tisknout barevné etikety na láhve.